# Кристиан (маркграф Серимунта)
Кристиан (нем. Christian; ум. после 945 года; возможно, в 951 году) — граф в Нордтюринггау и Швабенгау, маркграф Серимунта с 945 года, знатный саксонский феодал. 

## Биография

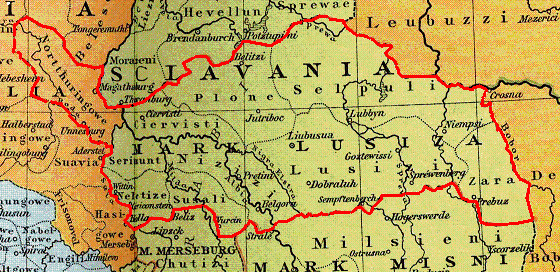
Нордтюринггау, Серимунт и Швабенгау на карте 1000 г.

Точное происхождения Кристиана неизвестно, но выдвигаются предположения, что он происходил из рода Биллунгов. О жизни графа Кристиана известно довольно мало.
Кристиан был женат на Хидде, дочери графа в районе Нордтюринггау и Швабенгау Титмара. Возможно, Кристиан стал графом Нордтюринггау и Швабенгау после смерти Титмара в 30-х годах X века. 1 мая 945 года король Германии Оттон I Великий передал Кристиану значительные земли в округе Серимунта. Также Кристиан получил титул маркграфа.
Точная дата смерти Кристиана неизвестна, но, вероятно, он умер уже 951 году. Титмар Мерзебургский пишет, что граф Кристиан был похоронен в Магдебурге. Ему наследовал его старший сын Титмар I.

## Брак и дети
Жена: Хидда (ум. после 975, Иерусалим), дочь графа Титмара и Хильдегарды Мерзебургской, сестра маркграфа Геро Железного. Умерла во время паломничества в Святую Землю. Дети:
- Титмар I (925/930—978/979), маркграф Мейсена и Мерзебурга с 976
- Геро Святой (900—28 июня 976), архиепископ Кёльна с 969
- Одо (Ходо, Годо) (ок. 930 — 13 марта 993), маркграф Восточной Саксонской марки с 965, граф в южном Нордтюринггау с 974
- Тетта (упом. 979)